# Nazelles-Négron
Nazelles-Négron ist eine französische Gemeinde mit 3682 Einwohnern (Stand 1. Januar 2022) im Département Indre-et-Loire, in der Région Centre-Val de Loire. Sie gehört zum Arrondissement Loches und zum Kanton Amboise. Ihre Einwohner nennen sich die Nazellois/Nazelloises oder auch die Nazelliens/Nazelliennes. Die Gemeinde ist Mitglied des Gemeindeverbandes Communauté de communes du Val d’Amboise.

## Geographie
Die Gemeinde liegt an der Loire. Die nächstgrößere Stadt ist Amboise. Weitere Nachbargemeinden von Nazelles-Négrons sind Noizay im Westen, Chançay und Reugny im Nordwesten, Montreuil-en-Touraine im Norden und Pocé-sur-Cisse im Osten.

## Geschichte
Im Jahr 1971 wurden die Ortschaften Négron von Nazelles zu einer Gemeinde zusammengelegt, seitdem heißt diese „Nazelles-Négron“.

## Demographie
| Jahr      | 1962 | 1968 | 1975 | 1982 | 1990 | 1999 | 2006 | 2017 |
| Einwohner | 1743 | 1747 | 2920 | 3263 | 3547 | 3633 | 3595 | 3532 |

## Sehenswürdigkeiten
- Kirche Saint-Pierre
- Grange de Négron

## Persönlichkeiten
- Marc Papillon de Lasphrise (1555–1598), Dichter des Barock

## Gemeindepartnerschaft
Seit 1988 ist die Gemeinde durch eine Partnerschaft mit der österreichischen Gemeinde Vomp in Tirol verbunden.